# 大人の本棚
大人の本棚（おとなのほんだな）は、2001年から2013年まで、みすず書房より刊行された文学作品の叢書。
単行カバー判。
品切後は多くが単行新版、講談社文芸文庫ほか他社でも再刊された。

## 刊行一覧

### 2001年刊
- 『「東京物語」ほか』（小津安二郎、田中眞澄編）
- 『素白先生の散歩』（岩本素白、池内紀編）

### 2002年刊
- 『チェーホフ 短篇と手紙』（神西清, 池田健太郎, 原卓也訳、山田稔編）
- 『日本人の笑い』（暉峻康隆）
- 『小さな手袋 / 珈琲挽き』（小沼丹、庄野潤三編）
- 『ブレヒトの写針詩』（ベルトルト・ブレヒト、岩淵達治編訳）
- 『老年について』（E・M・フォースター、小野寺健編・ほか共訳）
- 『エリア随筆抄』（チャールズ・ラム、山内義雄編訳、庄野潤三解説）
- 『友と書物と』（吉田健一、清水徹編）
- 『江戸俳諧にしひがし』（飯島耕一, 加藤郁乎）
- 『心の歴史』（佐々木邦、外山滋比古解説）
- 『ジョンソン博士の言葉』（J・ボズウェル、中野好之編訳）
- 『お山の大将』（外山滋比古）
- 『本についての詩集』（長田弘選）
- 『病むことについて』（ヴァージニア・ウルフ、川本静子編訳）

### 2003年刊
- 『父の果 / 未知の月日』（吉屋信子、吉川豊子編）
- 『きまぐれな読書 - 現代イギリス文学の魅力』（富士川義之）
- 『太宰治 滑稽小説集』（木田元編）
- 『詩人たちの世紀 - 西脇順三郎とエズラ・パウンド』（新倉俊一）
- 『テキサス無宿 / キキ』（谷譲次、出口裕弘編）
- 『エセー抄』（モンテーニュ、宮下志朗編訳）
- 『明治日本の女たち』（アリス・ベーコン、矢口祐人, 砂田恵理加訳）
- 『ヴァルザーの詩と小品』（飯吉光夫編訳）
- 『ヴェイユの言葉』（冨原眞弓編訳）
- 『小さな町で』（シャルル＝ルイ・フィリップ、山田稔訳）

### 2004年刊
- 『放浪記』（林芙美子、森まゆみ解説）
- 『人物肖像集』（戸川秋骨、坪内祐三編）
- 『鮎の歌』（立原道造、松浦寿輝解説）
- 『骨董のある風景』（青柳瑞穂、青柳いづみこ編）
- 『海の上の少女 : シュペルヴィエル短篇選』（綱島寿秀訳）
- 『鶴 / シベリヤ物語』（長谷川四郎、小沢信男編）
- 『雷鳥の森』（マーリオ・リゴーニ・ステルン、志村啓子訳）
- 『上海交遊記』（谷崎潤一郎、千葉俊二編）
- 『芸術について』（アラン、山崎庸一郎編訳）
- 『旅は驢馬をつれて』（R・L・スティヴンスン、小沼丹編訳、江國香織解説）

### 2005年刊
- 『グラン・モーヌ - ある青年の愛と冒険』（アラン・フルニエ、長谷川四郎訳）
- 『悪戯の愉しみ』（アルフォンス・アレー、山田稔訳）
- 『本の中の世界』（湯川秀樹、池内了解説）
- 『ガンビア滞在記』（庄野潤三、坂西志保解説）
- 『アラン島』（J・M・シング、栩木伸明訳）
- 『さみしいネコ』（早川良一郎）

### 2006年刊
- 『さまざまな愛のかたち』（田宮虎彦、北上次郎解説）
- 『明け方のホルン - 西部戦線と英国詩人』（草光俊雄）
- 『ぼくの美術帖』（原田治）
- 『愛についてのデッサン - 佐古啓介の旅』（野呂邦暢）
- 『パリの憂鬱』（ボードレール、渡辺邦彦訳）
- 『懐手して宇宙見物』（寺田寅彦、池内了編）
- 『むだ話、薬にまさる』（早川良一郎）
- 『小さな町』（小山清、堀江敏幸解説）
- 『ザボンの花』（庄野潤三）

### 2007年刊
- 『作家の本音を読む - 名作はことばのパズル』（坂本公延）
- 『エチカ抄』（スピノザ、佐藤一郎編訳）
- 『新編 戦後翻訳風雲録』（宮田昇）
- 『宮川淳 絵画とその影』（建畠晢編）

### 2008年刊
- 『ミル自伝』（村井章子訳）

### 2009年刊
- 『バラはバラの木に咲く - 花と木をめぐる10の詞章』（坂本公延）

### 2010年刊
- 『夕暮の緑の光 - 野呂邦暢随筆選』（岡崎武志編）
- 『カフカ自撰小品集』（吉田仙太郎訳）
- 『私の見た人』（吉屋信子）
- 『のれんのぞき』（小堀杏奴、森まゆみ解説）
- 『耄碌寸前』（森於菟、池内紀解説）

### 2011年刊
- 『短篇で読むシチリア』（武谷なおみ編訳）
- 『天文屋渡世』（石田五郎）
- 『富岡日記』（和田英、森まゆみ解説）
- 『白桃 - 野呂邦暢短篇選』（豊田健次編）
- 『獄中からの手紙 - ゾフィー・リープクネヒトへ』（ローザ・ルクセンブルク、大島かおり編訳）
- 『別れの手続き - 山田稔散文選』
- 『チェスの話 - ツヴァイク短篇選』（シュテファン・ツヴァイク、辻瑆, 関楠生, 内垣啓一, 大久保和郎訳）
- 『アネネクイルコ村へ - 紀行文選集』（岩田宏）
- 『狩猟文学マスターピース』（服部文祥編）
- 『猫の王国』（北條文緒）
- 『ろんどん怪盗伝』（野尻抱影、池内紀解説）
- 『美しい書物』（栃折久美子）

### 2012年刊
- 『ウィリアム・モリス通信』（小野二郎、川端康雄編）
- 『安楽椅子の釣り師』（湯川豊編）
- 『一葉のポルトレ』（小池昌代解説）
- 『女の二十四時間 - ツヴァイク短篇選』（シュテファン・ツヴァイク、辻瑆, 大久保和郎訳）
- 『死ぬことと生きること』（土門拳、星野博美解説）

### 2013年刊
- 『遠ざかる景色』（野見山暁治）
- 『本読みの獣道』（田中眞澄）
- 『こわれがめ 付・異曲』（ハインリッヒ・v・クライスト、山下純照訳）
- 『白い人びと ほか短篇とエッセー』（フランシス・バーネット、中村妙子訳）
- 『草の葉 初版』（ウォルト・ホイットマン、富山英俊訳）
- 『山里に描き暮らす』（渡辺隆次）